# 金平将至
金平 将至（かねひら まさし、1991年3月24日 - ）は、京都府舞鶴市出身の元プロ野球選手（投手）。左投左打。

## 経歴

### プロ入り前
小学校2年から野球を始めると、中学校時代は舞鶴ベースボールクラブに所属。高岡第一高等学校進学後は1年からベンチ入り。2年の秋季富山県大会3回戦入善高等学校戦で、富山県新記録となる11連続奪三振を記録。この大会38回を投げ、59奪三振を記録し北陸のドクターKとして注目される。 北信越地区大会は準決勝で丸子修学館高等学校に破れ、4強入り。3年夏は富山県大会準決勝で西野勇士を擁する新湊高等学校に延長戦で惜しくも敗れ、甲子園出場は1度も無かった。高校での実績をスカウトは評価したが、プロ志望届は提出せず、東海理化に入社。1年目から公式戦に出場し、3年目に第81回都市対抗野球で初登板を果たし、1回を無失点に抑える。4年目の第38回社会人野球日本選手権大会では王子製紙戦で先発して8回1失点と好投、MAX148km/hを記録してスカウトの注目を再び集めた。
2013年のドラフト会議で、北海道日本ハムファイターズから5巡目で指名。契約金3800万円、年俸780万円（金額は推定）という条件で入団した。背番号は40。

### 日本ハム時代
2014年には、オープン戦の終盤に好投。左投手が手薄なチーム状況を背景に、公式戦の開幕を一軍で迎えた。3月28日に、オリックス・バファローズとの開幕戦（札幌ドーム）で、2番手投手として一軍デビュー。4月上旬まで5試合に登板したが、シーズン通算では、6試合の登板で防御率10.50を記録した。
2015年には、9月下旬から一軍公式戦4試合に登板。無失点でシーズンを終えた。
2016年には、4月30日の対千葉ロッテマリーンズ戦（QVCマリンフィールド）に救援で登板しただけで、10月31日に球団から戦力外通告を受けた。12月2日、自由契約公示された。

### 日本ハム退団後
NPB他球団での現役続行を希望していることから、2016年11月12日には阪神甲子園球場で開催の12球団合同トライアウトに参加。シートバッティング形式の対戦で打者3人をいずれも三振に抑えた。
2017年からは加圧トレーニング事業などを展開するジェイファムコーポレーションに正社員として勤務するかたわら、クラブチーム・REVENGE99に所属しているが、同チームには既に元プロ野球選手が上限の3人所属していることから、2017年は選手ではなくマネージャー専任で活動している。

## 詳細情報

### 年度別投手成績
| 年 度     | 球 団     | 登 板 | 先 発 | 完 投 | 完 封 | 無 四 球 | 勝 利 | 敗 戦 | セ 丨 ブ | ホ 丨 ル ド | 勝 率 | 打 者 | 投 球 回 | 被 安 打 | 被 本 塁 打 | 与 四 球 | 敬 遠 | 与 死 球 | 奪 三 振 | 暴 投 | ボ 丨 ク | 失 点 | 自 責 点 | 防 御 率 | W H I P |
| --------- | --------- | ----- | ----- | ----- | ----- | -------- | ----- | ----- | -------- | ----------- | ----- | ----- | -------- | -------- | ----------- | -------- | ----- | -------- | -------- | ----- | -------- | ----- | -------- | -------- | ------- |
| 2014      | 日本ハム  | 6     | 0     | 0     | 0     | 0        | 0     | 0     | 0        | 0           | ----  | 34    | 6.0      | 13       | 1           | 2        | 0     | 1        | 5        | 0     | 0        | 7     | 7        | 10.50    | 2.50    |
| 2015      | 日本ハム  | 4     | 0     | 0     | 0     | 0        | 0     | 0     | 0        | 0           | ----  | 12    | 3.1      | 2        | 0           | 1        | 0     | 0        | 1        | 0     | 0        | 0     | 0        | 0.00     | 0.90    |
| 2016      | 日本ハム  | 1     | 0     | 0     | 0     | 0        | 0     | 0     | 0        | 0           | ----  | 4     | 0.2      | 0        | 0           | 1        | 0     | 1        | 0        | 0     | 0        | 0     | 0        | 0.00     | 10.00   |
| 通算：3年 | 通算：3年 | 11    | 0     | 0     | 0     | 0        | 0     | 0     | 0        | 0           | ----  | 50    | 10.0     | 15       | 1           | 4        | 0     | 2        | 6        | 0     | 0        | 7     | 7        | 6.30     | 2.10    |

### 記録
- 初登板：2014年3月28日、対オリックス・バファローズ1回戦（札幌ドーム）、6回表に2番手で救援登板、1/3回を無失点。
- 初奪三振：2014年4月4日、対千葉ロッテマリーンズ1回戦（QVCマリンフィールド）、8回裏に根元俊一から空振り三振。

### 背番号
- 40（2014年[1] - 2016年）